# Cerkiew Wszystkich Świętych w Bad Homburg vor der Höhe

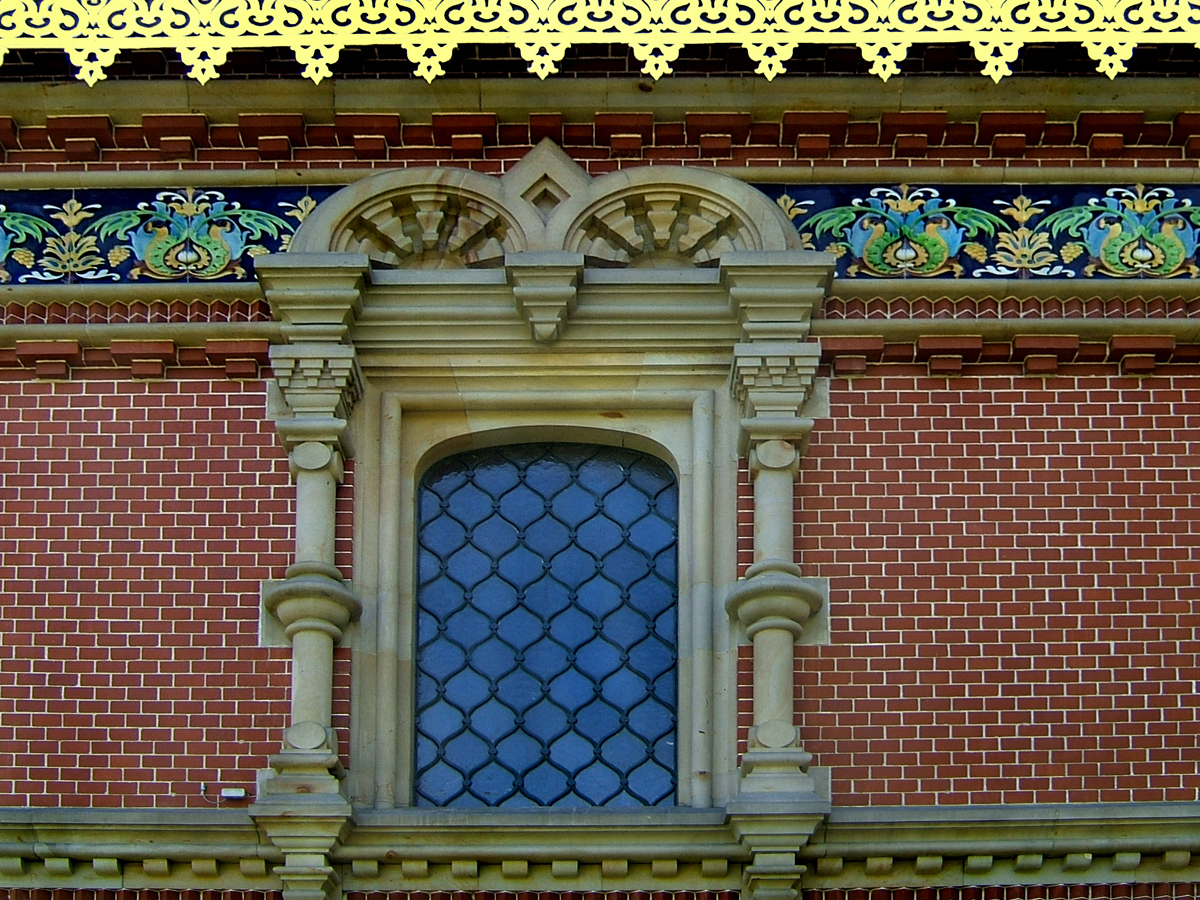
Jedno z okien budynku

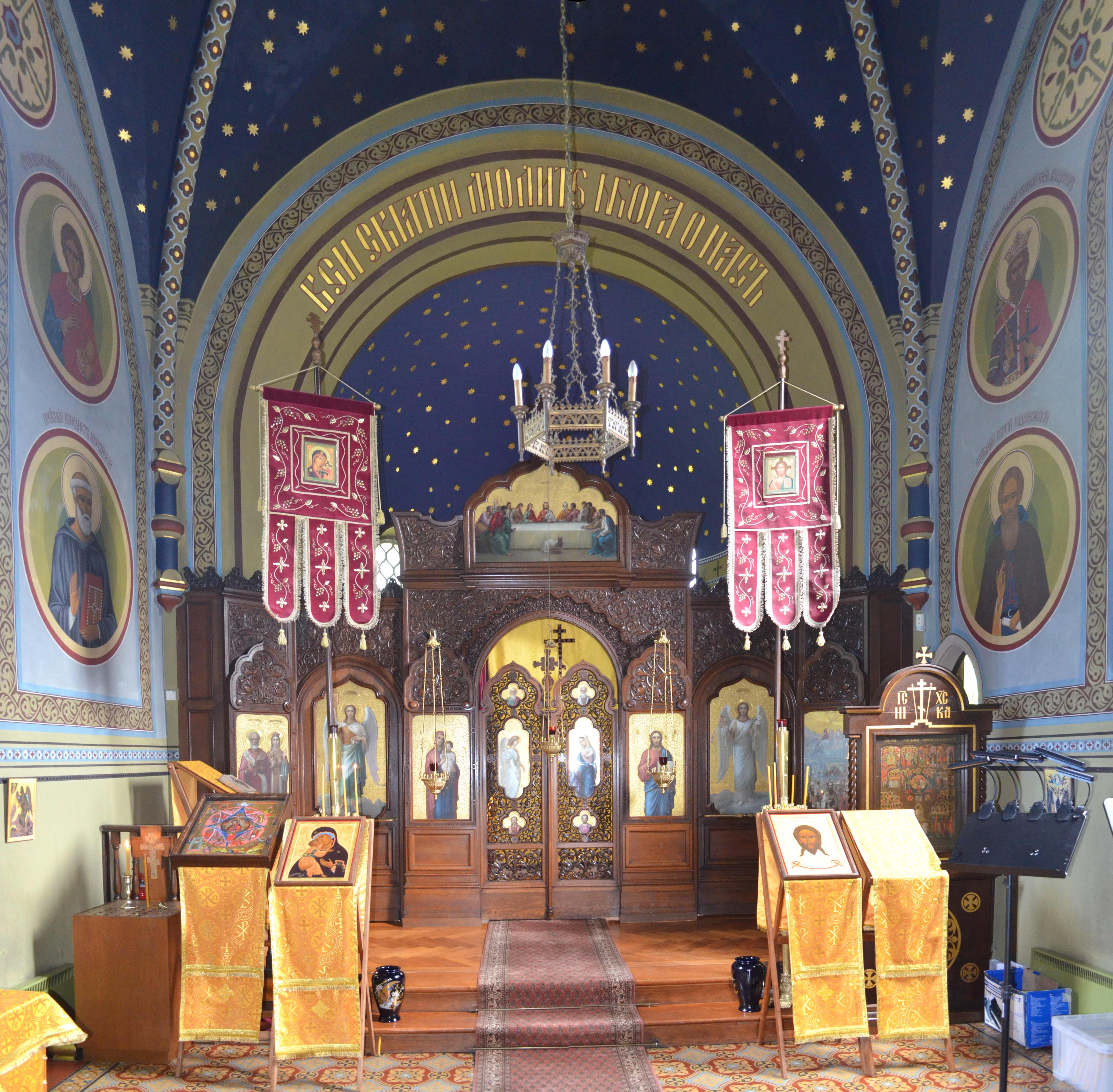
Wnętrze (2017)

Cerkiew Wszystkich Świętych – cerkiew prawosławna w Bad Homburg vor der Höhe, wzniesiona w latach 1896–1899 według projektu Leontija Benoisa. Świątynia parafialna w eparchii berlińskiej i niemieckiej Rosyjskiego Kościoła Prawosławnego poza granicami Rosji.

## Historia
Cerkiew w Bad Homburg powstała – podobnie jak szereg podobnych budynków na terenie dzisiejszych Niemiec – na potrzeby przyjeżdżających do uzdrowiska arystokratów rosyjskich. Uroczyste położenie kamienia węgielnego miało miejsce w październiku 1896 w obecności cara Mikołaja II, jego żony Aleksandry Fiodorowny i jej siostry wielkiej księżnej Elżbiety. Projekt budynku wykonał Leontij Benois, natomiast pracami budowlanymi kierował miejscowy architekt Louis Jacobi. Prace zostały zakończone w trzy lata później, cerkiew poświęcono we wrześniu 1899. 
Świątynia nie była siedzibą parafii, ale obiektem pomocniczym parafii działającej przy cerkwi Świętych Konstantyna i Heleny w Berlinie. Nabożeństwa odbywały się w niej tylko w okresie letnim, gdy w mieście przebywali kuracjusze rosyjscy. Odprawiali je duchowni przybyli z Rosji lub z cerkwi w Wiesbaden, Berlinie lub Stuttgarcie. W czasie I wojny światowej obiekt został całkowicie zamknięty, a ikonostas wyniesiony do muzeum regionalnego. 
W latach 1922–1930 cerkiew podlegała Zachodnioeuropejskiemu Egzarchatowi Rosyjskiego Kościoła Prawosławnego. Po przejściu jego zwierzchnika metropolity Eulogiusza pod jurysdykcję patriarchy Konstantynopola cerkiew w Bad Homburg również znalazła się w Zachodnioeuropejskich Egzarchacie Parafii Rosyjskich. De facto jednak nabożeństwa w cerkwi praktycznie się nie odbywały z powodu zmniejszenia się rosyjskiej społeczności Bad Homburg. 
W 1947 cerkiew przeszła do Rosyjskiego Kościoła Prawosławnego poza granicami Rosji. Jednak już w latach 50. na nowo zaprzestano odprawiania w niej regularnych nabożeństw i przywrócono je od 1981. W latach 70. budynek został wyremontowany. 

## Architektura
Cerkiew znajduje się w obrębie parku zdrojowego. Naśladuje ona wygląd rosyjskiej szesnastowiecznej architektury sakralnej. Budowla miała pomieścić 60 osób. 
Budynek wznosi się na wysokość 18 metrów, jest zbudowany z czerwonej cegły. Jest bogato dekorowany z zewnątrz – poniżej poziomu dachu znajduje się złocony fryz z motywami geometrycznymi i florystycznymi. Półkoliste okna są ozdobnie obramowane. Wejście do cerkwi prowadzi przez drzwi z portalem opartym na dwóch kolumnach. Ponad nimi znajduje się mozaika z postacią Chrystusa Pantokratora. Cerkiew posiada pojedynczą cebulastą złoconą kopułę z krzyżem prawosławnym. 
Oryginalne wyposażenie cerkwi, oprócz dębowego ikonostasu wykonanego w Petersburgu, nie zachowało się do naszych czasów i zostało uzupełnione w 1981. 